# Auguste Fickert
Auguste Fickert, född 1855, död 1910, var en österrikisk feminist. Hon blev 1893 medgrundare till Österrikes första feministiska kvinnoförening, Allgemeiner Österreichischer Frauenverein. 